# Zdbowo
Zdbowo (deutsch Stibbe, früher Stübbe) ist ein Dorf in der Landgemeinde (Gmina) Tuczno (Tütz) im Powiat Wałecki (Deutsch Kroner Kreis) der polnischen Woiwodschaft Westpommern.

## Geographische Lage
Das Dorf liegt im Netzedistrikt des ehemaligen Westpreußen, etwa zwanzig Kilometer westsüdwestlich von Wałcz (Deutsch Krone) und sechs Kilometer nordöstlich von Tuczno (Tütz). 

## Geschichte

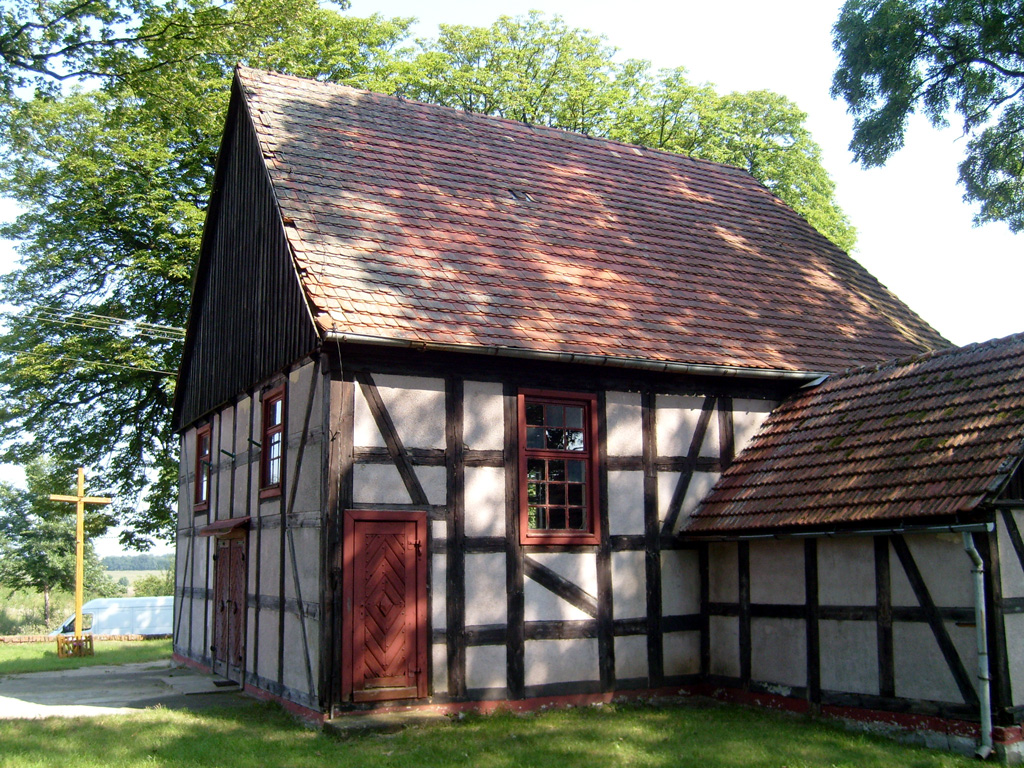
Dorfkirche, bis 1945 Gotteshaus der katholischen Gemeinde Stibbe (Aufnahme 2007)

Ältere Ortsbezeichnungen sind Stubow (1337), Stubowo (1448), Szibowo (1590), Zbowo (1641), Stybow (17. Jh.), Stybowo (1736), neupolnisch Szyby. Das Dorf gehörte früher zur Herrschaft Tütz.
Um 1930 hatte die Gemeinde Stibbe zwei Wohnplätze:
- Stibbe
- Vorwerk Neu Strahlenberg

Im Jahr 1945 gehörte Stibbe zum Landkreis Deutsch Krone im Regierungsbezirk Grenzmark Posen-Westpreußen der preußischen Provinz Pommern des Deutschen Reichs. Stibbe war Sitz des Amtsbezirks Stibbe.
Im Februar 1945 wurde Stibbe von der Roten Armee besetzt. Nach Beendigung der Kampfhandlungen wurde die Region seitens der sowjetischen Besatzungsmacht zusammen mit ganz Hinterpommern und der südlichen Hälfte Ostpreußens – militärische Sperrgebiete ausgenommen – der Volksrepublik Polen zur Verwaltung überlassen. Es wanderten nun Polen zu. Stibbe wurde unter der polnischen Ortsbezeichnung „Zdbowo“ verwaltet. Die einheimische Bevölkerung wurde von der polnischen Administration aus Stibbe vertrieben.

### Demographie
| Jahr | Einwohner | Anmerkungen |
| ---- | --------- | --- |
| 1783 | –         | adliges Dorf und Vorwerk nebst einer katholischen Kirche (Filiale von Marzdorf), im Netzedistrikt, Kreis Krone, 21 Feuerstellen (Haushaltungen)                                 |
| 1818 | 167       | Hauptgut, adlige Besitzung |
| 1910 | 428       | am 1. Dezember, davon 330 im Dorf (58 Evangelische, 272 Katholiken, drei Einwohner mit polnischer Muttersprache) und 98 im Gutsbezirk (darunter 32 Evangelische, 65 Katholiken) |
| 1925 | 421       | darunter 126 Evangelische, 294 Katholiken und eine jüdische Person |
| 1933 | 410       | [ 6 ] |
| 1939 | 419       | [ 6 ] |

## Kirche
Die Evangelischen des Dorfs gehörten zur Parochie Tütz.
Die Dorfkirche gehörte der katholischen Gemeinde.

## Persönlichkeiten
- Ernst Koerner (* 1846 in Stibbe; † 1927 in Berlin), Landschaftsmaler.